# Moneda de 10 centavos de Estados Unidos de Roosevelt
La moneda de diez centavos de Roosevelt es la moneda de diez centavos actualmente en circulación en los Estados Unidos. Acuñada por la Casa de Moneda de los Estados Unidos continuamente desde 1946, muestra al presidente Franklin D. Roosevelt en el anverso y fue autorizada poco después de su muerte en 1945.
Roosevelt había sido diagnosticado con poliomielitis, y fue una de las fuerzas en movimiento de la Marcha de los diez centavos. La moneda de diez centavos podría ser cambiada por la Casa de la Moneda sin necesidad de acción del Congreso, y los funcionarios se movieron rápidamente para reemplazar la moneda de diez centavos de Mercurio. El jefe grabador John R. Sinnock preparó modelos, pero se enfrentó a las críticas repetidas de la Comisión de Bellas Artes. Modificó su diseño en respuesta, y la moneda entró en circulación en enero de 1946.
Desde su introducción, la moneda de diez centavos Roosevelt se ha acuñado continuamente en gran número. La Casa de la Moneda pasó de acuñar la moneda en plata al metal base en 1965, y el diseño permanece esencialmente inalterado desde cuando Sinnock lo creó. Sin fechas raras o contenido de plata, la moneda de diez centavos es menos buscada por los coleccionistas de monedas que otras monedas estadounidenses modernas.

## Iniciación y preparación
El presidente Franklin D. Roosevelt murió el 12 de abril de 1945, después de dirigir los Estados Unidos durante gran parte de la Gran Depresión y la Segunda Guerra Mundial. Roosevelt había sufrido de polio y había ayudado a fundar y apoyar fuertemente a la Marcha de los diez centavos para luchar contra esa enfermedad incapacitante, por lo que la pieza de diez centavos era una manera obvia de honrar a un presidente popular por su liderazgo durante la guerra. El 3 de mayo, el representante de Luisiana James Hobson Morrison presentó un proyecto de ley para una moneda de diez centavos de Roosevelt. El 17 de mayo, el secretario del Tesoro, Henry Morgenthau Jr., anunció que la moneda de Mercurio (también conocida como la moneda de diez centavos con alas) sería reemplazada por una nueva moneda que representaría a Roosevelt, para entrar en circulación hacia finales de año. Aproximadamente el 90 por ciento de las cartas recibidas por Stuart Mosher, editor de The Numismatist (la revista de la American Numismatic Association ) apoyaban el cambio, pero él mismo no estaba a favor, argumentando que el diseño de Mercury era hermoso y que las limitaciones del espacio en la moneda de diez centavos no harían justicia a Roosevelt; Él defendió un dólar de plata conmemorativo en lugar de otro. Otros objetaron que a pesar de sus méritos, Roosevelt no había ganado un lugar junto a Lincoln, Washington y Jefferson, los únicos presidentes honrados en la moneda circulante a ese punto. Como el diseño de Mercurio, acuñado por primera vez en 1916, había sido acuñado por al menos 25 años, podría ser cambiado bajo la ley por la Oficina de la Casa de la Moneda. No se requirió ninguna acción del Congreso, aunque los comités de cada casa con jurisdicción sobre la acuñación fueron informados.

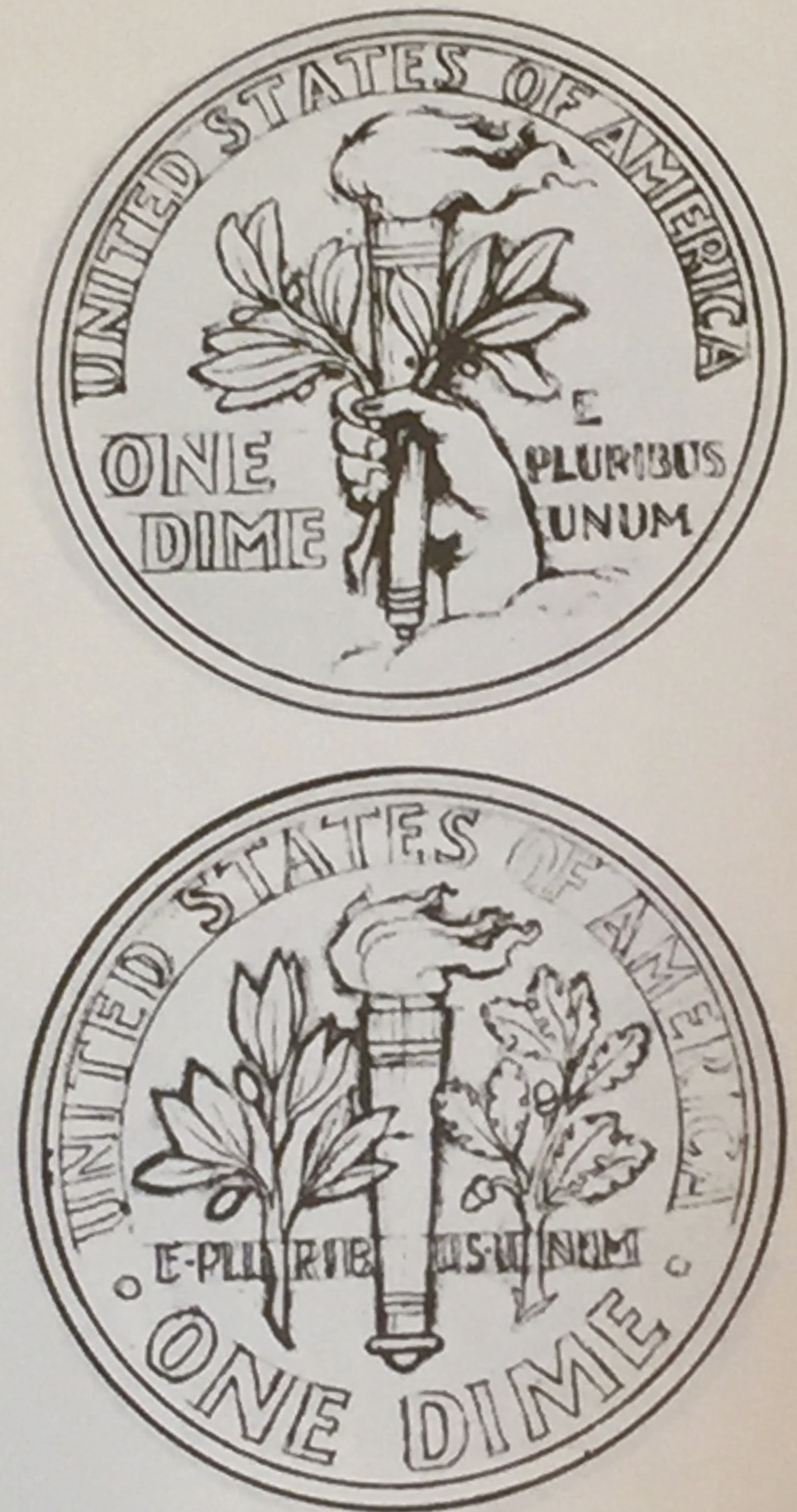
Dos de los bocetos de Sinnock para la moneda de diez centavos

Gran parte del trabajo estaba siendo realizado por el asistente de Sinnock, luego el jefe grabador Gilroy Roberts. A principios de octubre de 1945, Sinnock presentó modelos al Director Asistente de la Casa de la Moneda F. Leland Howard, y luego los transmitió a la Comisión de Bellas Artes. Esta comisión revisa los diseños de las monedas porque fue encargada por una orden ejecutiva de 1921 por el presidente Warren G. Harding con la representación de opiniones consultivas sobre obras de arte públicas.
os modelos presentados inicialmente por Sinnock mostraban un busto de Roosevelt en el reverso, una mano agarrando una antorcha, y también un agarre de olivo y roble. Sinnock había preparado varios otros bocetos para el reverso, incluido uno que flanquea la antorcha con pergaminos grabados con las Cuatro Libertades. Otros proyectos fueron representados por la diosa Libertad, y uno conmemorado por la Conferencia de las Naciones Unidas de 1945, que muestra el Monumento a los Caídos.
Numismático David Lange describe los diseños más alternativos como "débiles". Los modelos fueron enviados el 12 de octubre por Howard a Gilmore Clarke, presidente de la comisión, quien consultó con sus miembros y respondió el 22, rechazándolos, declarando que "el jefe del fallecido presidente Roosevelt, como lo retrata el Se necesita más dignidad ". Sinnock había presentado un diseño inverso alternativo similar a la moneda eventual, con las instrucciones y las ramitas colocadas a cada lado de la antorcha; Clarke prefirió esto.